# Allrecipes.com
Allrecipes.com — социальная сеть, ориентированная на питание, со штаб-квартирой в Сиэтле, штат Вашингтон. Одноимённая компания была основана аспирантами Вашингтонского университета археологии Тимом Хантом, Карлом Липо, Марком Мэдсеном, Дэном Шепардом и Дэвидом Куинном.

## История
Сайт Allrecipes.com был основан в 1997 году после того, как соучредители Хант и Шепард не смогли найти в Интернете свои любимые рецепты печенья. Веб-сайт сообщества по обмену рецептами и кулинарии возник как ответвление одной из первых веб-компаний Сиэтла, Emergent Media. Первоначальный веб-сайт компании был CookieRecipe.com. После Cookierecipe появились Cakerecipe.com, Chickenrecipe.com, Pierecipe.com, Beefrecipe.com. После запуска 38 различных доменов компания объединила все свои веб-сайты в Allrecipes.com.
Ядро небольшой команды основателей составили Янн Оэль, Кала Кушник, Урсула Далзелл и Сидни Картер. В 1999 году Allrecipes.com нанял Билла Мура, бывшего руководителя Starbucks, в качестве своего генерального директора. В 2006 году компания «Ридерз дайджест» приобрела Allrecipes.com за 66 миллионов долларов США.
В 2012 году «Ридерз дайджест» продала Allrecipes.com компании Meredith Corporation за 175 миллионов долларов.

## Особенности
Рецепты на веб-сайте публикуются членами сообщества Allrecipes.com, а затем копируются сотрудниками. Члены сообщества также могут оценивать и просматривать рецепты, а также добавлять фотографии готового блюда. Рецепты классифицируются по сезону, типу (например, закуска или десерт) и ингредиентам. Функция поиска поддерживает требование и исключение определенных ингредиентов. К другим категориям относятся методы (например, приготовление на гриле или выпечка), варианты и стиль приготовления. Предлагается помощь в поиске идей еды для особых праздников.
Allrecipes.com доступен для пользователей iPhone, iPad, Windows Phone и Android. Приложение Allrecipes.com для смартфонов, Dinner Spinner, позволяет пользователям получать доступ к сайту и загруженному им контенту, находясь в пути. В 2011 году Элисон Шервуд из Milwaukee Journal Sentinel оценила сайт как одно из своих «пяти любимых приложений для еды». Приложение позволяет пользователям искать рецепты и включать в свой поиск спецификации (например, тип еды, питание, ключевые слова, ингредиенты и время, необходимое для приготовления блюда). Рецепты можно сохранять и легко делиться ими в Twitter и Facebook.
В сентябре 2015 года Allrecipes.com запустил обновленный веб-сайт в рамках более широкой трансформации в социальную сеть для любителей еды.  Перезапуск веб-сайта в сентябре 2015 года был встречен широкой критикой, наиболее распространенным из критических мнений является предполагаемое снижение удобства использования.
16 октября 2018 года компания Meredith закрыла 14 международных доменов Allrecipes.